# George Nagobads
Visvaldis George Nagobads (Riga, 18 novembre 1921 – Edina, 31 marzo 2023) è stato un medico lettone naturalizzato statunitense, noto per la sua lunga attività come medico sportivo nell'hockey su ghiaccio, che gli valse la nomina nella US Hockey Hall of Fame e il conferimento del Premio Paul Loicq.

## Biografia
Nato in Lettonia nel 1921, studiò medicina in Germania. Nel 1951 si trasferì negli Stati Uniti d'America, a Minneapolis. Dapprima lavorò in un ospedale, poi dal 1955, entrò nello staff dello student healt service dell'Università del Minnesota. Dal 1958 al 1992 fece parte dello staff medico dei Minnesota Golden Gophers, la squadra di hockey su ghiaccio dell'università, dove conobbe Herb Brooks, allora giocatore e futuro allenatore dei Gophers e degli Stati Uniti.
Con la nazionale a stelle e strisce partecipò a cinque edizioni dei Giochi olimpici invernali (tra cui Lake Placid 1980 ed il Miracolo sul ghiaccio), 15 dei mondiali e due Canada Cup. Fu membro dello staff medico anche della nazionale under 20 e della nazionale femminile.
Entrò poi nello staff medico dei Minnesota Fighting Saints (in WHA, dal 1973 al 1996) e dei Minnesota North Stars (in NHL, dal 1984 al 1992). Ricoprì il ruolo di direttore medico di USA Hockey (1984-1992) e di membro della commissione medica della federazione internazionale.
È stato inserito per due volte nella United States Hockey Hall of Fame: nel 2003 come parte della squadra vincitrice dell'oro olimpico nel 1980 e nel 2010 individualmente. Nel 2003 è stato insignito anche del Paul Loicq Award.

## Nel fimMiracle
Nel film del 2004 Miracle, che racconta il Miracolo sul ghiaccio, il ruolo di Nagobads è interpretato dall'attore canadese Kenneth Welsh.